# Durchbruch (Adsorption)
Der Durchbruch ist eine Kenngröße der Adsorption. Damit wird der Konzentrations-Anstieg einer ausgewählten Komponente auf der Abströmseite eines Adsorbers über eine willkürlich gewählte Größe bezeichnet. Das Durchbruchsverhalten unter verschiedenen Randbedingungen wird mithilfe von Durchbruchskurven beschrieben. Diese beschreiben den Verlauf der Konzentration eines Adsorptivs am Ausgang eines Adsorbers aufgetragen über die Zeit. Durchbruchskurven können sowohl symmetrisch als auch unsymmetrisch sein.

## Bedeutung des Durchbruchs
Bei der adsorptiven Abscheidung von Bestandteilen eines Fluids werden einzelne Moleküle an ein Adsorbens angelagert. Bei räumlich starren Adsorbern, wie beispielsweise Festbettadsorber, ist dann zu beobachten, dass die Beladung des Adsorbens im Adsorber nicht gleichmäßig zunimmt, sondern im Eintrittsbereich der Anströmung am höchsten ist und im Verlauf des Adsorbers abnimmt. Die Adsorptionskapazität des Adsorbens hängt dabei auch von der Konzentration des Adsorptivs, also der abzuscheidenden Komponente, ab, sodass sich die Konzentration des Adsorptivs in einem Gleichgewicht mit der Adsorbens-Beladung befindet. Von einem Durchbruch wird dann gesprochen, wenn die Konzentration der abzuscheidenden Komponente am Adsorberausgang eine willkürlich gewählte Konzentration übersteigt.
Der Durchbruch ist unter anderem bei der Abgasreinigung, der Gasanalytik und der Reinigung von Kfz-Innenraumluft von Bedeutung. Er wird beeinflusst durch
- die Strömungsgeschwindigkeit des Gases,
- die jeweiligen Wärme- und Stoffübergangskoeffizienten,
- die Diffusion im Adsorbens,
- das Verhalten der Sorptionsisotherme und
- die freigesetzte Adsorptionswärme.[2]

## Zusammenhängende und abgeleitete Größen
Durchbruch und Abscheidegrad ergänzen sich zu hundert Prozent.
Als Durchbruchszeit wird die Zeitdauer bezeichnet, bei der die Konzentration der untersuchten Verbindung in dem aus dem Adsorber austretenden Gas einen bestimmten Prozentsatz der Konzentration der Verbindung am Adsorbereintritt erreicht. Das Durchbruchsvolumen ist das Produkt aus Gasvolumenstrom und Durchbruchszeit.